# Nomi Talisman
Nomi Talisman (* 1966 in Tel Aviv) ist eine US-amerikanische Filmproduzentin und Videokünstlerin, deren Werk Last Day of Freedom bei der Oscarverleihung 2016 als Bester Dokumentar-Kurzfilm nominiert wurde. Talisman ist auch als Fotografin tätig, seit den 1990er-Jahren ist sie als Künstlerin aktiv und hat mehrere Dutzend Ausstellungen gestaltet.

## Leben
Nomi Talisman wurde in Tel Aviv geboren, wuchs jedoch in Herzlia auf. Sie lebte in Europa, Kanada und Japan. Inzwischen ist sie in San Francisco ansässig. Sie hat an der Bezalel Academy of Arts and Design und an der Beit Berl „Photography and Fine Arts“ studiert, ihren Master of Fine Arts erwarb sie 2003 am Mills College (Oakland, Californien). Talisman ist mit Filmemacherin Dee Hibbert-Jones verheiratet, mit der sie auch zusammenarbeitet; beide haben einen Sohn.

## Werk
Ab 1994 veröffentlichte Talisman mehrere Texte, war vor allem jedoch als Gastrednerin, u. a. in mehreren Universitäten zu hören, darunter in der University of North Carolina, die Sacramento State University oder das California College of the Arts. Ihre Videoinstallationen wurden weltweit vorgeführt.

### Videos (Auswahl)
Talisman konzipierte mehrere Videos oder Videosequenzen für Installationen, die meisten sind auf ihrer Website zu sehen:
- 2002: Plan B
- 2003: Everything I knew about America I learned from the Movies
- 2005: Hazel & David
- 2005: The Why of the System
- 2006: The Last Thing Before the Last
- 2006: Excess Baggage
- 2008: Together, At Last, At Twilight Time
- 2009: Consume Your Fear
- 2009–10: I-140
- 2011: Untitled (Green Card)

### Ausstellungen (Auswahl)
- 1996: Camera Obscura (Camera Obscura Gallery, Tel Aviv)
- 1997: Look & Listen, Say That (Beit Berl)
- 2001: Group/Ungroup (Bezalel Academy of Arts and Design, Jerusalem)
- 2005: Elsewhere Installation, Elsewhere Artists (Greensboro)
- 2007: Psychological Prosthetics: Emotional Baggage, public interventions (Chicago)
- 2009: Consume Your Fear (Salzburg)
- 2011: Living Condition (San Francisco)

## Auszeichnungen / Stipendien
Nomi Talisman wurde mehrfach durch Stipendien in ihrem Schaffen unterstützt, unter den Geldgebern waren (u. a.) die 
San Francisco Arts Commission, die MacDowell Colony, das Yerba Buena Center for the Arts, California Humanities (2013) und das Center for Documentary Studies der Duke University (2013 & 2015).
Darüber hinaus kann sie unter anderem folgende Auszeichnungen vorweisen:
- „The Anglo–Israeli Photographic Awards“ (1993)
- „The Young Artists Prize“ des israelischen Ministeriums für Bildung (1996)
- „Herringer Prize for Excellence in Art“ des Mills College (2002)

### Filmpreise
- für Last Day of Freedom
  - 2015: 
    - „Golden Starfish Award“ des Hamptons International Film Festivals (Zusammen mit Dee Hibbert-Jones)
    - „IDA Award“ der International Documentary Association
    - „CDS Filmmaker Award“ & „Jury Award for Best Short“ des Full Frame Documentary Film Festivals

  - 2016: Oscar-Nominierung Bester Dokumentar-Kurzfilm der Oscarverleihung 2016